# زباد نخلی قهوه‌ای
زباد نخلی قهوه‌ای (نام علمی: Paradoxurus jerdoni) نام یک گونه از سرده ناسازنماها است.